# Xysticus
Xysticus са род паякообразни от семейство Крабови паяци (Thomisidae).

## Разпространение
Представителите на този род са разпространени в почти целия свят, с изключение на Южна Америка.

## Описание
Тези паяци са дребни до средноголеми, с изявен полов диморфизъм – женските достигат дължина на тялото 10 mm, а мъжките – 3 до 5 mm.
На цвят обикновено са кафеникави или сивкави. Отделните видове са сходни на външен вид, като обикновено разпознаването на вида изисква наблюдение с микроскоп.
Xysticus не строят паяжини, а ловуват на земята, като сграбчват плячката си с предните си крака.

## Класификация
Родът включва около 360 вида.